# Ракоцијева буна
Ракоцијев рат за независност (1703–11) био је први значајан покушај рушења владавине Хабзбурга над Угарском. Рат је водила група племића, богатих и високо рангираних напредњака, а предводио га је Ференц II Ракоци, а резигнирани војници и сељаци борили су се заједно са племићима. Побуна је била неуспешна, окончана Сатмарским уговором; међутим угарско племство је успело да делимично задовољи угарске интересе.

## Прелудиј
Карловичким уговором 1699. Османско царство се одрекло готово свих својих претензија на неке своје територије, које су након 1526. године освојене од средњовековне Угарске Краљевине. Племство је било против хабзбуршке власти јер су им земље које су им раније одузели Османлије враћене само онима који су могли да докажу своје право на поседовање имовине и могли су да плате 10% њене вредности Хабзбурговцима. Ако то нису успели, имовина је припала повериоцима Царства. Класа сељака се окренула против Царства због тешкоћа које су им донели дуги ратови. 1697. је угушен антихабзбуршки устанак у Токају. Међутим, односи између двора и племства су се погоршавали, а нови хабзбуршки владари су се тако лоше односили према сељацима да су на крају неки људи пожелели повратак под турску власт.

## Устанак
Међународни односи пружили су Мађарима прилику да се ослободе од Хабзбурга. Уз помоћ Луја XIV од Француске, антихабзбуршки побуњеници, предвођени младим племићем Имрих Токолијем, подигли су се против Царства 1678. Токоли је окупирао већи део северне Угарске. Године 1681. Османлије су му се придружиле да му помогну, а султан Мехмед IV га је признао за краља Горње Угарске. Међутим, када су Османлије изгубиле битку код Беча 1683., Токоли је изгубио османску подршку и на крају је поражен 1685. Његов савез са Османлијама променио је позитивну перцепцију коју је Западна Европа имала о Мађарској, и уместо да се сматра бастионом хришћанства, земља се сада сматрала непријатељем. Делимично као последица тога, Мађарска је била окупирана и организована као „новостечена територија“ уместо „територије ослобођене од Османлија“.
Пошто су Аустријанци морали да се боре против Ракоција на неколико фронтова, осећали су се обавезним да уђу у преговоре са њим. Међутим, победа аустријских и енглеских снага против комбиноване француско-баварске војске у бици код Бленхајма 13. августа 1704, обезбедила је предност не само у рату за шпанско наслеђе, већ је спречила и уједињење Ракоцијевих снага са њиховим Французима - Баварски савезници.
То је Ракоција ставило у тешку војну и финансијску ситуацију. Француска подршка је постепено опадала и била је потребна већа војска да би заузела већ освојену земљу. У међувремену, снабдевање садашње војске оружјем и храном било је ван могућности. Овај проблем је покушао да реши стварањем новог кованог новца на бази бакра, што у Мађарској није било лако прихваћено јер су људи навикли на сребрни новац. Ипак, Ракоци је успео да задржи своју војну предност неко време – али после 1706, његова војска је била приморана да се повуче.
Подстакнути Енглеском и Холандијом, мировни преговори су поново почели 27. октобра 1705. између вођа куруча и цара. Међутим, војне операције су настављене и обе стране су мењале стратегију у складу са војном ситуацијом. 13. децембра Куручеве снаге предвођене Јаношом Ботјаном победиле су Аустријанце код Сентготарда. Један камен спотицања био је суверенитет над Трансилванијом - ниједна страна није била спремна да га се одрекне. Ракоцијев предложени споразум са Французима био је у застоју, па је постао уверен да би само проглашење независности учинило прихватљивим за различите силе да преговарају с њим. Године 1706, његова жена (коју није видео 5 година, заједно са њиховим синовима Јожефом и Ђерђом) и његова сестра послате су као амбасадори мира, али је Ракоци одбио њихове напоре у име цара.
У бици код Тренчина (данас у Словачкој), 3. августа 1708. Ракоцијев коњ се спотакнуо и он је пао на земљу, што га је онесвестило. Куручеве снаге су га сматрале мртвим и побегле. Овај пораз је био кобан за устанак. Бројне вође Куруча пренели су своју верност цару, надајући се помиловању. Ракоцијеве снаге су постале ограничене на подручје око Мункача и округа Саболч. Неверујући на реч Јаношу Палфију, који је био царев изасланик задужен за преговоре са побуњеницима, принц је 21. фебруара 1711. отишао из Угарске краљевине у Пољску.

## Српско учешће и других ројалиста
Срби (насељени на јужним границама Угарске у време Велике сеобе Срба и заштићени од Аустријанаца) су се од почетка рата борили на страни цара. Коришћени су као лака коњица у аустријској војсци и као порезници. За осам година рата мађарска села и градови велике угарске равнице и прекодунавске заједнице спаљивани су и пљачкани од стране Срба, док су у Бачкој спаљивана српска села. Међутим, било је и Срба који су се борили на Ракоцијевој страни против Хабзбурга – Граничара Семлака. Вођа куручких српских трупа био је граничарски капетан Обрад Лалић из Сенте.
Крајишки Срби су такође подржавали Хабзбуршку монархију, па су српска војска и хабзбуршки контингенти онемогућили куручку окупацију крајине. Уједињене српске снаге ратовале су у Задунављу и Горњој Угарској. Трансилвански Саксонци су се такође удаљили од Ракоција 1703. Иако је аустријски генерал Рабутин изгубио у Трансилванији, повукао се у Саксонску земљу, где су саксонски градови и сељаци дали уточиште Хабзбуршкој војсци. Широм Крајине водили су се сукоби између куручске и хабзбуршко-саксонске војске.